# Центральний залізничний вокзал Пловдива
42°08′04″ пн. ш. 24°44′29″ сх. д. / 42.134363° пн. ш. 24.741403° сх. д.
Центральний залізничний вокзал Пловдива (болг. Централна железопътна гара Пловдив) є головною залізничною станцією, яка обслуговує місто та муніципалітет Пловдив, друге за чисельністю населення місто Болгарії.

## Історія
Відкрита в 1870-х роках, станція розташована на залізниці Любимець–Бєлово, яка сполучає Софію, столицю Болгарії, зі Стамбулом, найбільшим містом Туреччини. Його побудував турецький архітектор Мімар Кемаледдін Бей. 
На станції 11 колій. Сучасна будівля в стилі модерн, спроектована італійським архітектором професором Маріано Пернігоні, була завершена в 1908 році 
До станції добудована галерея у подібному до основного будинку стилю, в якій розміщений автовокзал.

## Галерея
|                             |
| Перший вигляд станції, 1880 |

|                             |
| Новий будинок станції, 1916 |

|       |
| Фасад |

|           |
| Платформи |